# Milcert
Milcert, Eigenschreibweise milCERT (Military Computer Emergency Readiness Team), im Militärischen Cyber-Zentrum des Informations-Kommunikations-Technologie und Cybersicherheitszentrum ist das Koordinierungs- und Kompetenzzentrum für Cyber Defence im Österreichischen Bundesheer.
Es stellt die IKT-Sicherheit des Bundesministerium für Landesverteidigung im Einsatz und während der Einsatzvorbereitung sicher, stellt Informationen und Unterstützungen für alle Kommanden und Dienststellen des BMLV und nach Bedarf auch für andere Bundesdienststellen zur Verfügung. Es unterstützt damit durch verschiedene Dienstleistungen die Cyber-Sicherheit der Republik Österreich.
Das milCERT wirkt als Teil des österreichischen CERT-Verbundes zur Gewährleistung einer bestmöglichen IKT-Sicherheit. Es leistet einen wesentlichen Beitrag bei der Planung und Umsetzung proaktiver Maßnahmen zur Verhinderung von IKT-Sicherheitsvorfällen sowie bei der Reaktion auf kritische IKT-Sicherheitsvorfälle.

## Schweiz
In der Schweiz werden die Aufgaben eines MilCERT im Rahmen der Führungsunterstützungsbasis (FUB) wahrgenommen.